# Alessandro Algardi

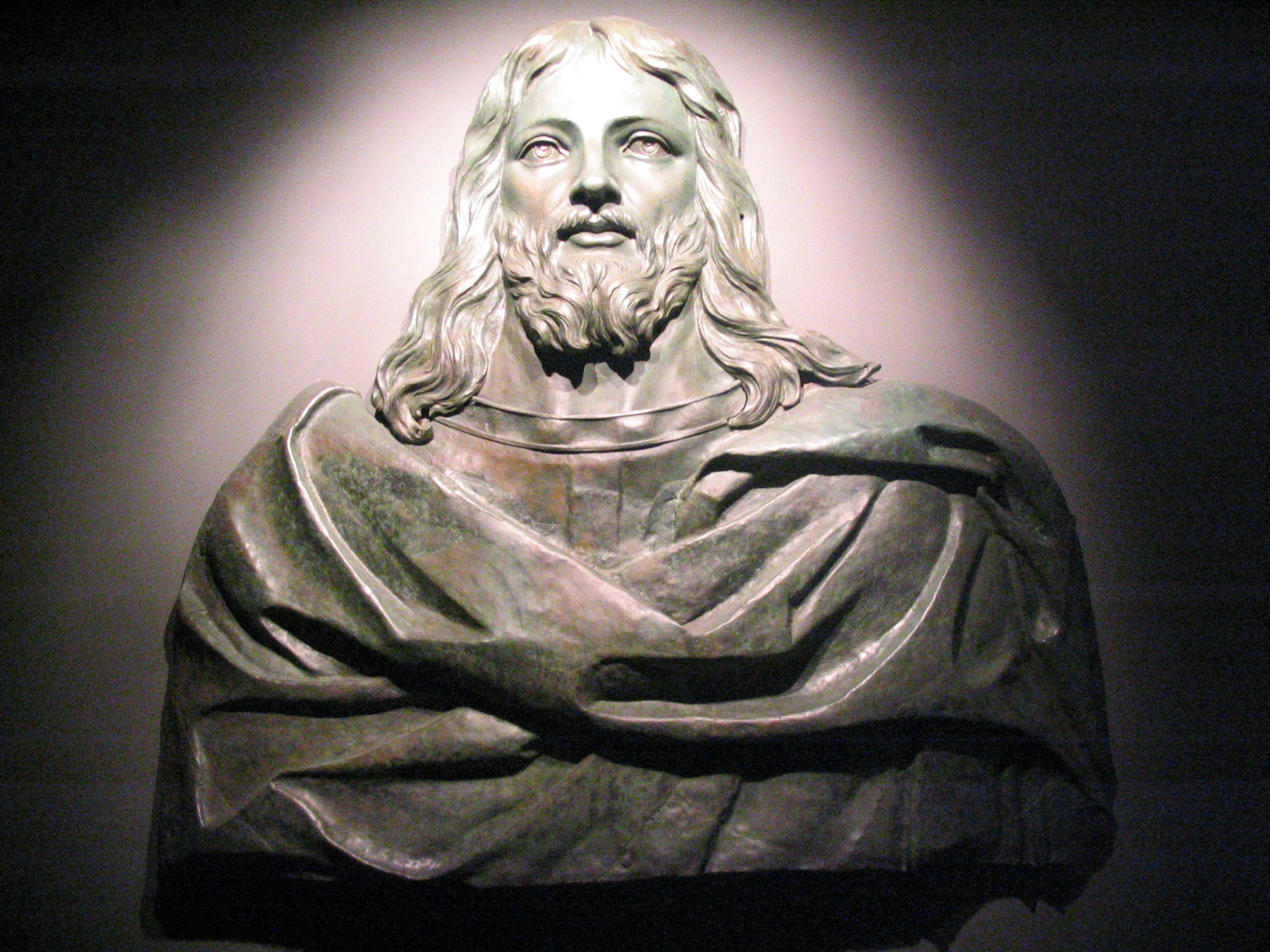
Iisus mântuitorul - sculptură de Alessandro Algardi

Alessandro Algardi (n. 31 iulie 1598, Bologna - d. 10 iunie 1654, Roma) a fost un sculptor italian.

## Carieră
Și-a făcut ucenicia la Bologna, în familia Carracci, iar în 1625 s-a mutat la Roma. Aici a realizat decorațiunile din stuc de la San Silvestro al Quirinale. Mai târziu, a devenit cel mai important sculptor din Roma, după Gian Lorenzo Bernini. A fost un sculptor prolific de busturi în stil baroc. Colosalul său basorelief în marmură, Întâlnirea lui Attila cu papa Leon (1646–1653), aflat în Bazilica San Pietro, a influențat dezvoltarea și popularitatea basoreliefurilor în arta decorativă. Munca sa ca restaurator de statui antice i-a adus o oarecare notorietate.